# 수리부엉이속
수리부엉이속(Bubo)은 올빼미과에 속하는 맹금류 속이다. 아메리카(북아메리카와 남아메리카) 수리부엉이와 구세계 수리부엉이는 적어도 전통적으로 묘사된 대로 수리부엉이속을 구성한다. 속명 부보(Bubo)는 유라시아수리부엉이의 라틴어 학명이다. 세계 여러 곳에서 발견되는 20종을 포함하고 있다. 가장 큰 살아있는 올빼미목 중 일부는 수리부엉이속에 속한다. 전통적으로 귀깃이 있는 올빼미만 이 속에 포함되었지만 현재는 더 이상 그렇지 않다.

## 하위 종
- 흰올빼미 (B. scandiacus)
- 미국수리부엉이 (B. virginianus)
- 마젤란수리부엉이 (B. magellanicus)
- 수리부엉이 (B. bubo)
- 벵골수리부엉이 또는 인도수리부엉이 (B. bengalensis)
- 파라오수리부엉이 (B. ascalaphus)
- 케이프수리부엉이 (B. capensis)
- 아라비아수리부엉이 (B. milesi)
- 회색수리부엉이 (B. cinerascens)
- 아프리카점박이수리부엉이 (B. africanus)
- 우삼바라수리부엉이 (B. vosseleri)
- 줄무늬수리부엉이 (B. sumatranus)